# Henry Havelock
Henry Havelock KCB (ur. 5 kwietnia 1795 w Ford Estate w Bishopwearmouth niedaleko Sunderland, zm. 24 listopada 1857 w Lucknow) –  brytyjski wojskowy.

## Życiorys
Był synem Williama Havelocka i Jane Carter, córki Johna Cartera, adwokata ze Stockton-on-Tees. W latach 1800–1804 uczęszczał do Dratford Grammar School. Następnie kształcił się w Charterhouse School. W 1813 r. rozpoczął praktykę adwokacką w korporacji Middle Temple, ale szybko musiał ją przerwać z powodu bankructwa ojca. W 1815 r. Havelock wstąpił do armii i uzyskał etat podporucznika 95 pułku strzelców. W 1821 r. uzyskał awans do stopnia porucznika.
Pod koniec 1822 r. przeniósł się 13 pułku lekkiej piechoty i styczniu roku następnego rozpoczął służbę w Indiach. Studiował język perski i język hindustani. Odznaczył się podczas I wojny brytyjsko-birmańskiej. Następnie powrócił do Anglii, gdzie poślubił Hannah Marsham. W tym czasie stał się wyznawcą baptyzmu. Pod wpływem nowych współwyznawców Havelock rozpoczął dystrybucję Biblii wśród żołnierzy oraz wprowadził kursy biblijne dla wszystkich stopni.
Havelock wziął udział w I wojnie brytyjsko-afgańskiej i w 1839 r. otrzymał rangę kapitana. Był wówczas adiutantem generała Willoughby'ego Cottona. Po krótkim pobycie w Bengalu, gdzie opublikował Memoirs of the Afghan Campaign, powrócił do Kabulu, gdzie został tłumaczem nowego dowódcy Armii Indusu, generała Williama Elphinstone’a.
W 1841 r. został przydzielony do brygady Roberta Sale'a i wraz z nią został oblężony w Dżalalabadzie. Po nadejściu odsieczy brał udział w dalszych walkach pod Kabulem i brał udział w uwalnianiu jeńców wziętych do niewoli podczas zimowego odwrotu Armii Indusu.
Po zakończeniu wojny został przydzielony do sztabu generała Hugh Gougha podczas wyprawy na Mahrattę. Brał również udział w I wojnie z Sikhami. W wolnym czasie Havelock pisał raporty i analizy o bitwach ze swoim udziałem. Za swoje zasługi został zastępcą adiutanta generalnego Bombaju. Przeniósł się również do 39 pułku piechoty, a w 1849 r. został majorem w 53 pułku piechoty. Wkrótce jednak wyjechał na 2 lata do Anglii.
Havelock powrócił do Indii w 1852 r. w randze podpułkownika. W 1854 r. został pułkownikiem oraz otrzymał stanowisko kwatermistrza generalnego. Wreszcie w 1857 r. został adiutantem generalnym Brytyjskiem Armii w Indiach. Otrzymał również dowództwo dywizji w armii generała Jamesa Outrama podczas wojny brytyjsko-perskiej.
Po zakończeniu wojny z Persją Havelock otrzymał dowództwo nad wojskami, które miały stłumić powstanie sipajów w Allahabadzie oraz iść z odsieczą oddziałom Henry’ego Lawrence’a, oblężonym w Lucknow. Kolumna Havelocka przemaszerowała przez tereny obecnej prowincji Uttar Pradesh niszcząc oddziały rebeliantów mimo ich przewagi liczebnej. Jednak dwie pierwsze próby przebicia się do oblężonego Lucknow nie powiodły się. Dopiero przybycie posiłków we wrześniu 1857 r. doprowadziło do odblokowania twierdzy.
Wkrótce jednak pod Lucknow nadeszła kolejna armia rebeliantów i Havelock tym razem znalazł się w oblężeniu. Zmarł wkrótce po nadejściu odsieczy 24 listopada 1857 r. na dyzenterię. Przed śmiercią zdążył dowiedzieć się o nadaniu mu tytułu baroneta. Nie wiedział jednak o zatwierdzonej promocji na stopień generała-majora. Ponadto parlament przyznał mu roczną pensję w wysokości 1000 funtów. W grudniu 1857 r., kiedy wieść o jego śmierci nie dotarła jeszcze do Wielkiej Brytanii, otrzymał stanowisko pułkownika Royal East Kent Regiment.
W styczniu 1858 r. specjalnym dekretem królewskim przyznano tytuł baroneta synowi i żonie Havelocka. Parlament przyznał także obu im pensję w wysokości 1000 funtów rocznie.